# Нюпорт (Пембрукшър)
Вижте пояснителната страница за други значения на Нюпорт.
Ню̀порт (на английски: Newport; на уелски: Trefdraeth – Тревдра̀йт) е малък град в Югозападен Уелс, графство Пембрукшър. Основан е около 1197 г. Населението му е 1122 жители според данни от преброяването през 2001 г.
Разположен е около устието на река Невърн в южната част залива Кардиган Бей на Ирландско море на около 150 km на северозапад от столицата Кардиф.
На около 25 km на юг от Нюпорт се намира главният административен център на графството Хавърфордуест. На около 8 km на юг по крайбрежието съседни морски градове на Нюпорт са Фишгард и Гудуик.
Има малко пристанище. Морски курорт. Риболов.

## Побратимени градове
- Плуген, Франция